# Meginjolle
En meginjolle er en 15 fods sejljolle konstrueret i 1988 af arkitekt Peer Bruun ud fra principper hentet fra norske vikingeskibe. Et særligt kendetegn ved Meginjollen er de såkaldte "Meginhufer"-kanaler, som på vikingeskibene var lodret-stillede bord lige under vandlinjen. Disse kanaler skaber en luftspiral under sejlads, som får jollen til at glide lettere gennem vandet. Meginjollen er støbt i glasfiber og har træaptering, typisk i lærk og eg. Den er smakkerigget med sprydsstag-sejl og fok.
Da Meginjollen er forsynet med 100 kg blyballast, er det en meget stabil jolle, der kan sejles sikkert i relativt hårdt vejr. Der er også lavet en version med sænkekøl. Sænkekølen må dog ikke bruges under kapsejlads med andre meginjoller.
Der er bygget tæt på 500 meginjoller, hvoraf de fleste er i Danmark.
I 2002 blev der desuden lavet en større version, Stor Megin.